# Sant Ramon (El Pla de Santa Maria)

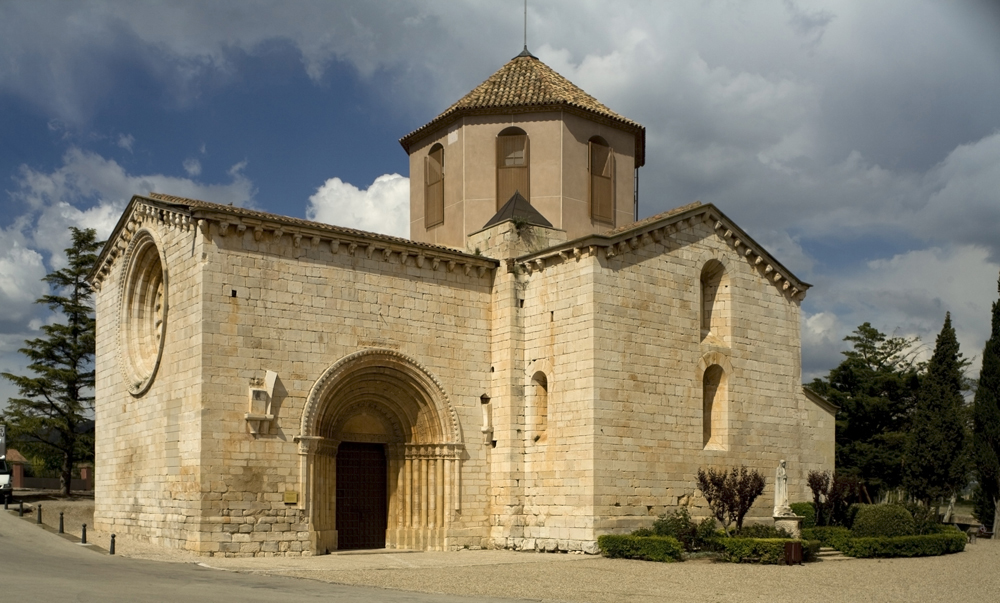
El Pla de Santa Maria – Esglesia Sant Ramon

Die Kirche Sant Ramon (katalan. Namensform; span. San Ramón) ist eine ehemalige Pfarrkirche in der Gemeinde (municipi) El Pla de Santa Maria in der Provinz Tarragona in Katalonien. Neben den Klosterkirchen von Santes Creus und Escornalbou sowie der Kathedrale von Tarragona gehört die kleine Kirche Sant Ramon zu den Schmuckstücken der Romanik im südlichen Katalonien.

## Lage
Die Kirche befindet sich in einer Höhe von ca. 400 Metern ü. d. M. am nördlichen Rand des Ortes El Pla de Santa Maria etwa 35 Fahrtkilometer nördlich der Stadt Tarragona bzw. etwa 100 Fahrtkilometer westlich von Barcelona.

## Geschichte
Im Gegensatz zum Norden und der Pyrenäenregion befand sich der Süden Kataloniens seit den Jahren 713/4 ununterbrochen unter islamischer Herrschaft und wurde erst in der ersten Hälfte des 12. Jahrhunderts von den Grafen von Barcelona zurückerobert (reconquista). Während somit im Norden auch im 9., 10. und 11. Jahrhundert Kirchen gebaut werden konnten, setzte der Bau von christlichen Gotteshäusern im Süden Kataloniens erst in der Mitte des 12. Jahrhunderts ein, wobei vor allem die Ordensgemeinschaften der Benediktiner und Zisterzienser wesentliche Anstöße gaben.
Die heute dem im Jahre 1275 verstorbenen, im Volk verehrten und 1601 heiliggesprochenen Dominikaner Raimund von Penyafort geweihte Kirche wird in einem Dokument des Jahres 1194 als Marienkirche (Ecclesia beatae Mariae de Plano) erstmals erwähnt, doch dürfte – aus stilistischen Überlegungen – noch bis ins beginnende 13. Jahrhundert an dem spätromanischen Bau gearbeitet worden sein. Über den oder die Auftraggeber ist nichts bekannt; die exakte und reiche Ausführung des mit einem Querhaus ausgestatteten Bauwerks selbst, der Fensterrose und vor allem des auf der Südseite befindlichen Portals lassen an eine Prioratskirche oder eine hochadelige Stiftung denken, die in späterer Zeit als Pfarrkirche genutzt wurde. Im Jahr 1987 wurde die Kirche restauriert.

## Architektur

### Steinmaterial
Der ca. 15 Meter lange und im Innern etwa 6,50 Meter breite und ca. 6,50 Meter hohe Kirchenbau ist zur Gänze aus exakt bearbeiteten Hausteinen errichtet. Ende des 18. Jahrhunderts entstand der schmucklose und verputzte oktogonale Vierungsturm – ob an der Stelle eines Vorgängers ist nicht bekannt, aber wahrscheinlich.

### Außenbau

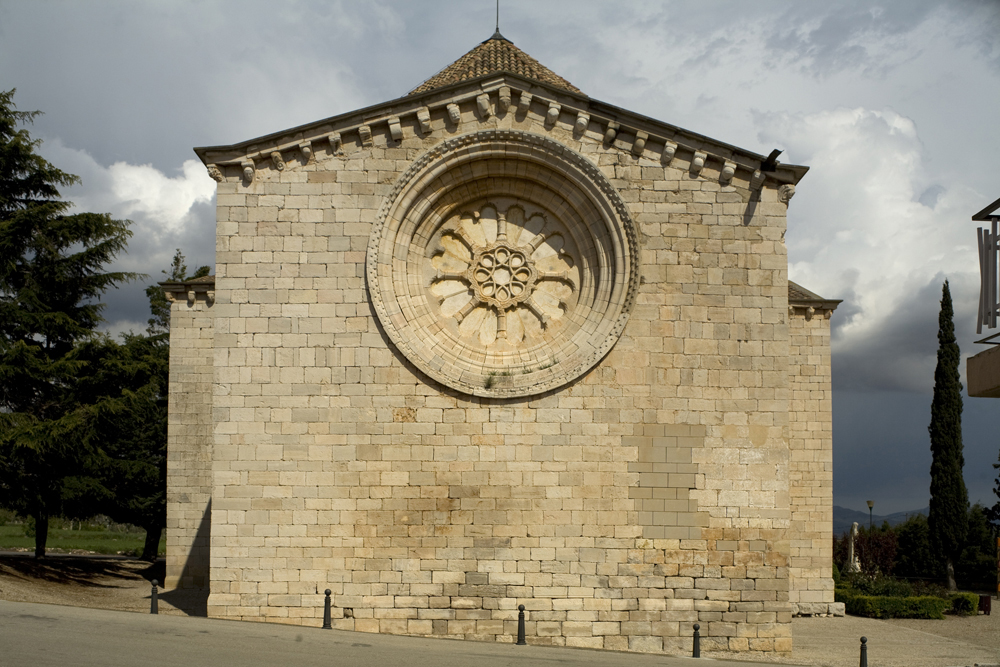
Westfassade mit Fensterrose

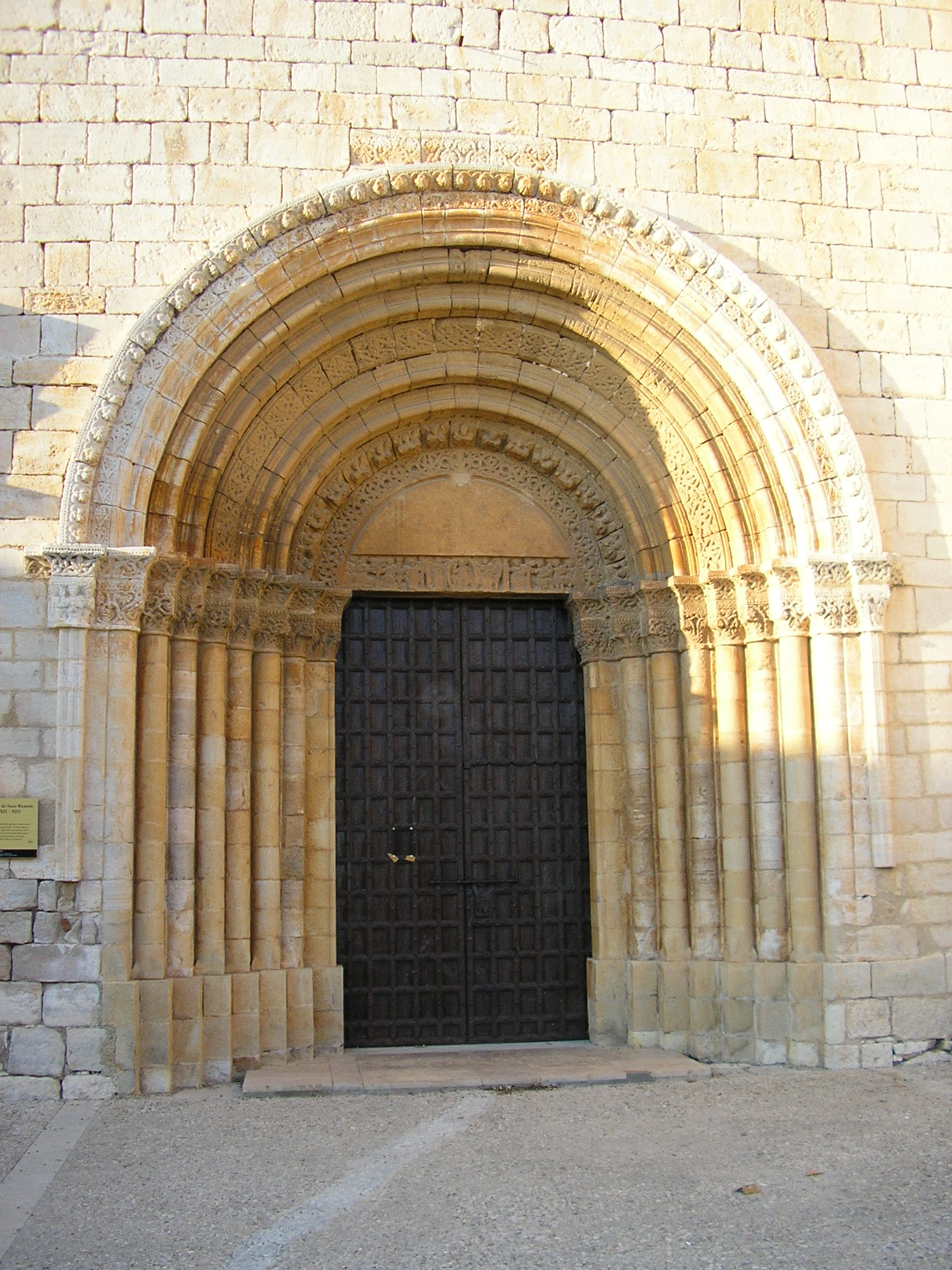
Portal

Der – abgesehen von der Fensterrose und dem Portal – eher schmucklose, aber mit einem Querhaus ausgestattete Bau hat den Grundriss eines lateinischen Kreuzes. Das Halbrund der Apsis ist ungegliedert und endet unterhalb der Dachtraufe in einem – die ganze Kirche umziehenden – Konsolenfries, der zumeist figürlich gestaltet ist.

### Fensterrose
Im Giebel der Westfassade findet sich ein achtspeichiges und mit Alabasterscheiben geschlossenes Radfenster, das aufgrund des Fehlens einer eindeutig ausgeprägten Mittelnabe schon als Fensterrose bezeichnet werden kann. Dieses Fenster ähnelt sehr dem Ostfenster des nur etwa 15 Kilometer östlich gelegenen Zisterzienserklosters Santes Creus, was zu diversen Spekulationen über eventuell bestehende Abhängigkeiten Anlass gegeben hat.

### Portal
Das ungewöhnlich reich ausgestattete Archivoltenportal mit seinem achtfach in die Tiefe gestaffelten Gewände ist das Glanzstück der Kirche. Die Kapitelle des Portalgewändes sind mit vegetabilischen Motiven geschmückt; die beiden äußeren zeigen Johannes den Täufer mit seinem härenen Gewand (links) und den Apostel Petrus mit den Himmelsschlüsseln (rechts). Auf der linken Seite des Türsturzes findet sich die Darstellung des auferstandenen Jesus am Grabe mit den drei Marien, im Feld daneben der Apostel Petrus; die Mitte ist der thronenden Gottesmutter mit dem Jesuskind im Arm in einer seitlich von Engeln gehaltenen Mandorla vorbehalten; rechts daneben wahrscheinlich Paulus und eine Szene mit den einem Stern folgenden Königen. Das Tympanonfeld ist unbearbeitet. Die Stirnseite der inneren Archivolte ist mit einem Flechtbandmotiv geschmückt, im nächstäußeren Bogen findet sich eine Reihe von Engeln und weiter außen nochmals ein geometrisches Flechtband in einem von Rankenwerk gebildeten Hintergrund.

### Inneres
Das einschiffige Langhaus der Kirche ist – ebenso wie das Querhaus – von einem im Scheitel leicht angespitzten Tonnengewölbe bedeckt. Die Apsis schließt mit der üblichen Kalottenwölbung. Im Vierungsbereich finden sich einige figürliche Kapitelle mit Szenen aus dem Alten Testament.

## Detailfotos

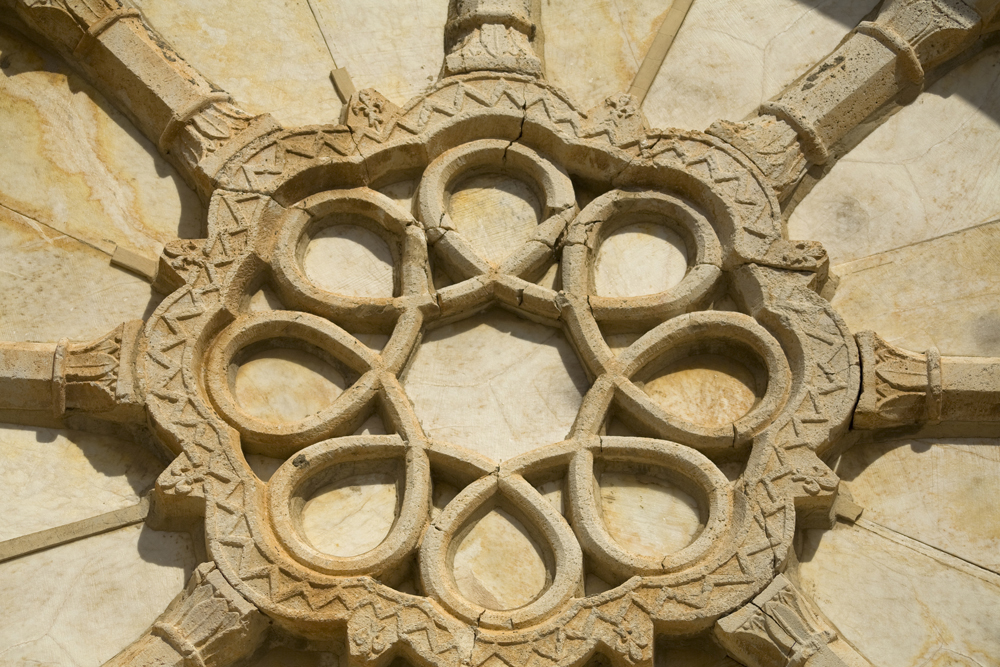
Fensterrose (Detail)
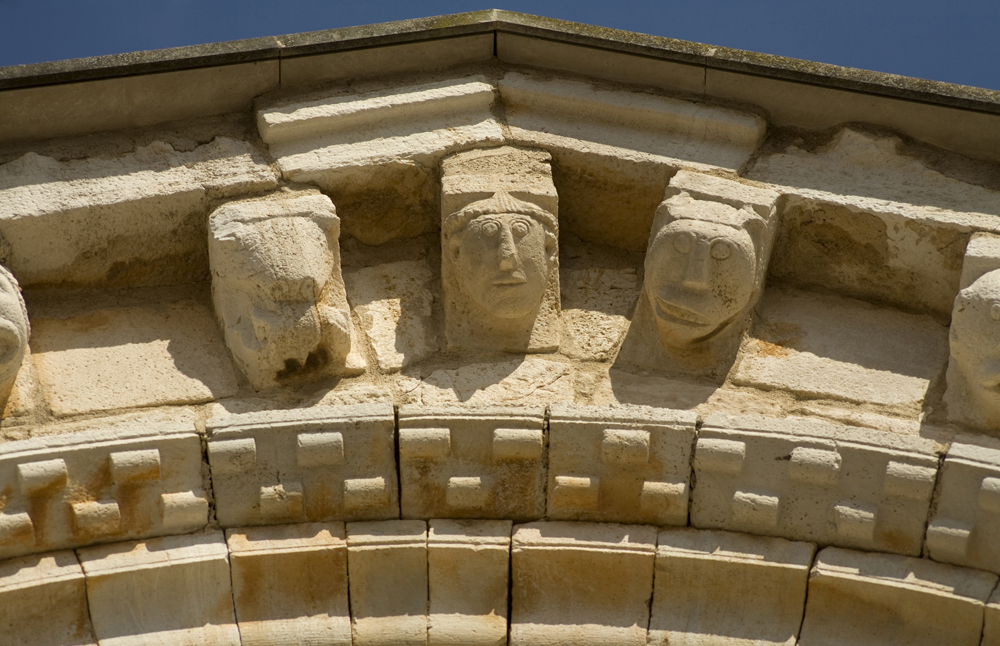
Konsolfiguren im Giebel
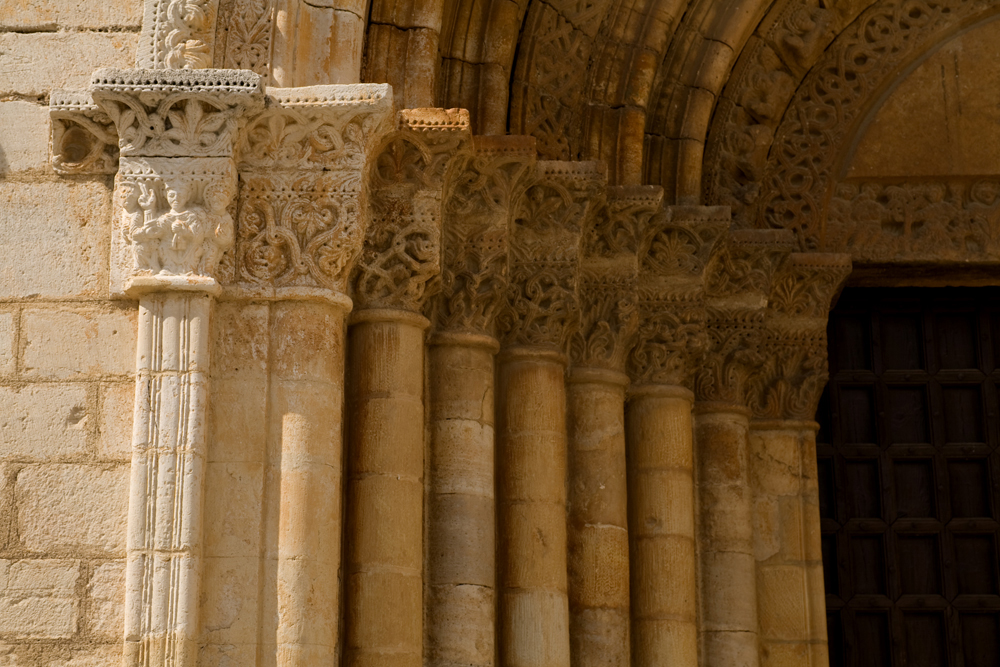
Linkes Portalgewände – Johannes der Täufer
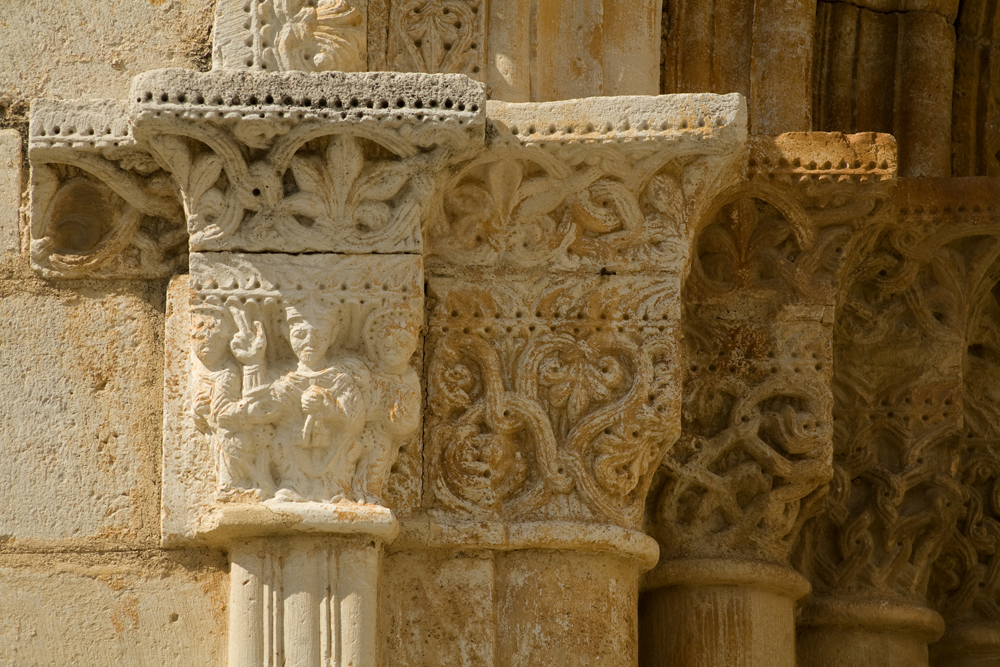
Kapitelle (Detail)
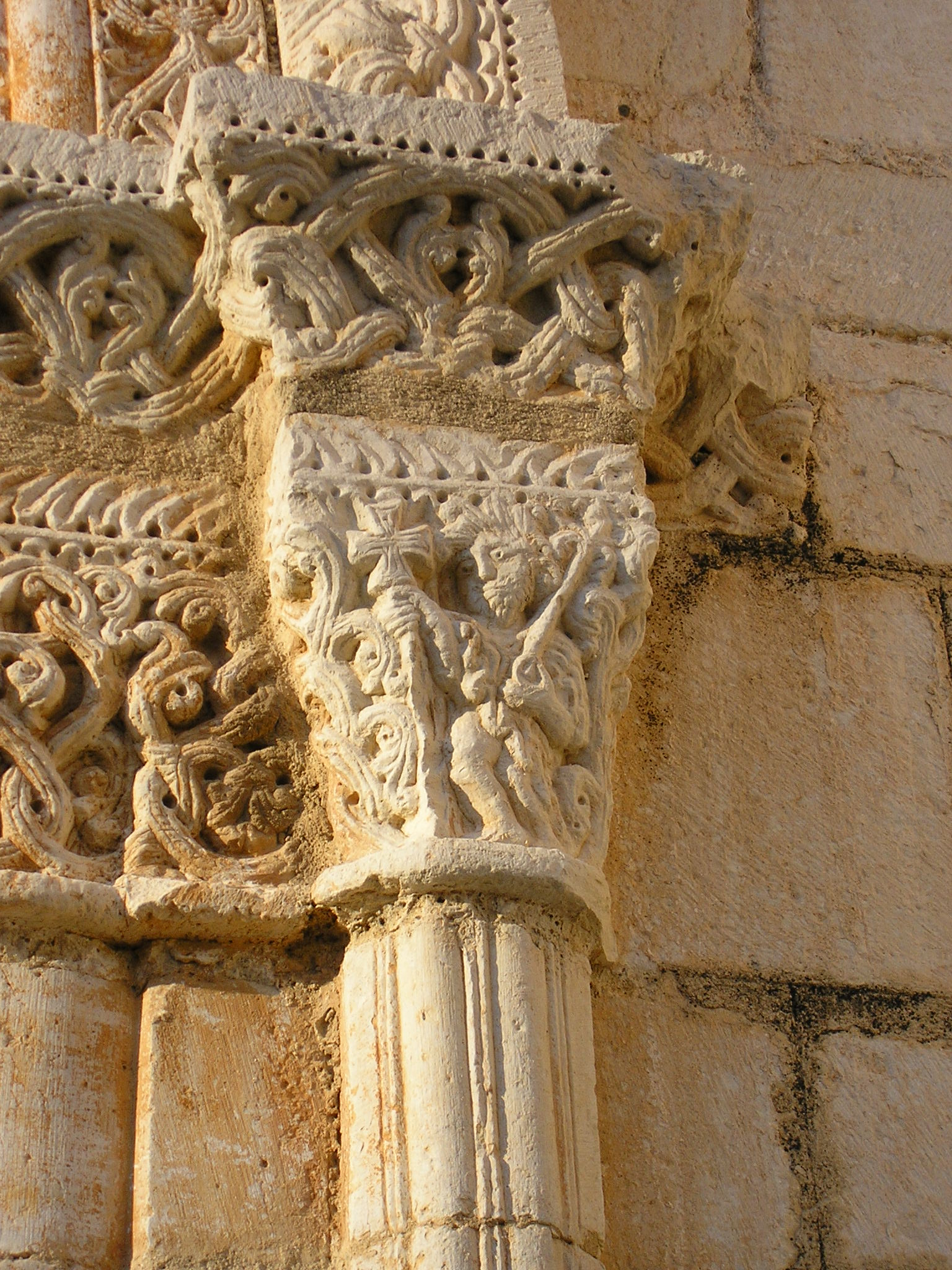
Rechtes Portalgewände – Petrus